# Mark David Chapman
Mark David Chapman (ur. 10 maja 1955 w Fort Worth w Teksasie) – Amerykanin, zabójca Johna Lennona. Uznany za osobę niepoczytalną i niebezpieczną.

## Życiorys
Uczęszczał do Covenant College w Lookout Mountain w stanie Georgia. W różnych okresach życia był narkomanem, nawróconym chrześcijaninem, przebywał również na leczeniu psychiatrycznym. Ogromny wpływ wywarła na niego lektura Buszujący w zbożu J.D. Salingera; chciał wzorować się na bohaterze książki, Holdenie Caulfieldzie.
Przez lata był fanem Beatlesów, a w szczególności Johna Lennona. Po przejściu załamania nerwowego (jako student college’u) został do tego stopnia opanowany myśleniem o Lennonie, że ożenił się z Japonką tylko dlatego, że przypominała mu żonę Lennona, Yoko Ono. W miarę, jak życie Chapmana podupadało, zaczął on odczuwać urazę do swego byłego bohatera i oskarżać go o bycie „fałszywym”. W ilustrowanej książce pt. John Lennon: One Day at a Time dostrzegł oznaki luksusu (np. limuzyny) w życiu Lennona, a budynek Dakota kojarzył się mu z zamkiem złej czarownicy z ukochanego filmu Czarnoksiężnik z Oz.

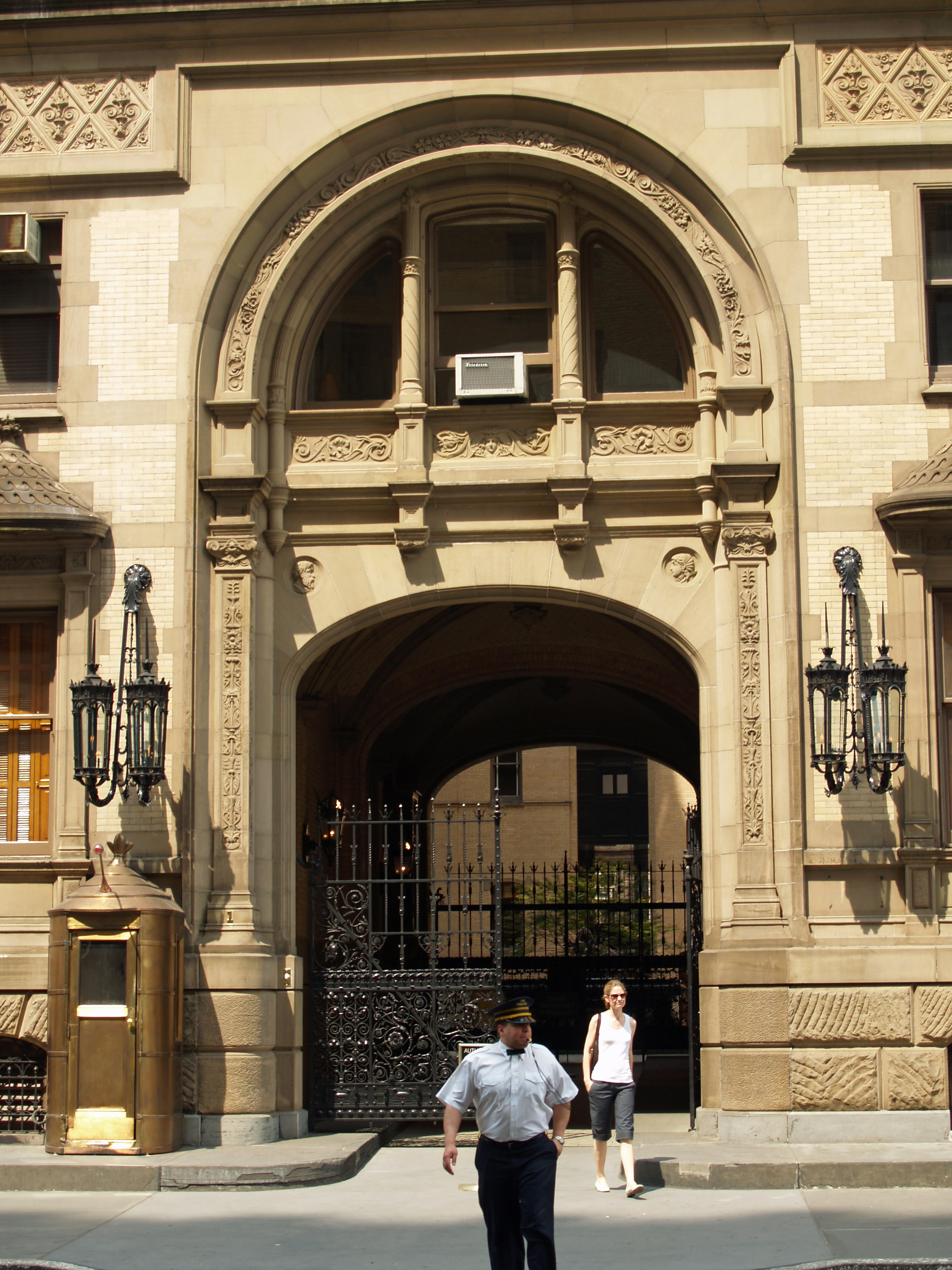
Wejście do domu Dakota, gdzie Chapman postrzelił Lennona

W nocy 8 grudnia 1980 zastrzelił Johna Lennona przed wejściem do jego rezydencji The Dakota na Manhattanie w Nowym Jorku. Chapman miał przy sobie kopię Buszującego w zbożu. Wcześniej tego dnia wymienił uścisk dłoni z Lennonem i otrzymał od niego autograf na swojej świeżo kupionej kopii albumu pt. Double Fantasy. Po tym zdarzeniu Chapman czekał w pobliżu The Dakota przez cały dzień na powrót Lennona. Gdy artysta pojawił się w pobliżu rezydencji, oddał w jego stronę pięć strzałów, z czego cztery trafiły muzyka. Chapman zeznał, że już raz wcześniej przyjechał do Nowego Jorku, by zabić Lennona, jednak wtedy na miejscu zrezygnował z tego zamiaru.
Został oskarżony o zabójstwo drugiego stopnia i uznany za winnego czynu. Spodziewano się, że będzie chciał bronić się niepoczytalnością, lecz przyznał się do winy. Został skazany na karę dożywotniego pozbawienia wolności. Karę odbywa w Attica State Prison niedaleko Buffalo w stanie Nowy Jork. Do sierpnia 2020 jedenaście razy bez powodzenia występował o warunkowe zwolnienie.

## Filmy o Chapmanie
- Zabiłem Johna Lennona (2005) – film dokumentalny; reż. Chris Wilson.
- Zabójstwo Johna Lennona (The Killing of John Lennon, 2006) – film paradokumentalny; reż. Andrew Piddington. W roli Chapmana wystąpił Jonas Ball.
- Rozdział 27 (Chapter 27, 2007) – film fabularny; reż. Jarrett Schaeffer. W roli Chapmana wystąpił Jared Leto.